# 季春 (弘治進士)
季春（1465年—？），字體仁，山西振武衛軍籍，直隸高郵州人，明朝政治人物。

## 生平
山西鄉試第十三名舉人。弘治九年（1496年）中式丙辰科會試第八十三名，二甲第九十三名進士。授行人，十一年：都察院理刑，十二年四月实授雲南道監察御史，巡视南城，十四年七月奉差北直隶清理屯田，十八年巡按陕西，正德初升浙江嚴州府知府，二年（1507年）十一月升大理寺右少卿，三年二月奉命往会福建清军，勘事福建時，途中纳妾，又多载私货，为东厂校尉所发，逮系锦衣卫诏狱，寻送刑部判刑革职，四年正月奉旨黜为民，仍罚米五百石。

## 家族
曾祖季重乙；祖父季興；父季源，前母許氏；母周氏。慈侍下。

## 軼事
弘治丙辰進士金榜有孟春、季春、夏鼎、周鼎，閣老李東陽曾即席命對：「孟仲季春惟少仲。」已而即應聲：「夏商周鼎獨無商」，以為絕對。